# Batu Teritip
Batu Teritip is een bestuurslaag in het regentschap Dumai van de provincie Riau, Indonesië. Batu Teritip telt 1996 inwoners (volkstelling 2010).